# Misumenoides variegatus
Misumenoides variegatus är en spindelart som beskrevs av Mello-Leitao 1941. Misumenoides variegatus ingår i släktet Misumenoides och familjen krabbspindlar. Inga underarter finns listade i Catalogue of Life.